# نادي زغرب
نوغوميتني كلوب زغرب (بالكرواتية: Nogometni klub Zagreb) وهو نادي كُرَة قَدَم كرواتي ويتواجد في عاصمة كرواتيا زغرب، تأسس في سنة 1903 ويلعب في حالياً في الدوري الكرواتي الممتاز وملعبه الرئيسي هو ستاد كرانتشيفيتشا منذ سنة 1945 ويسع ل8,850 متفرج.